# UGCA 86
UGCA 86 هي مجرة حلزونية ماجلانية تقع في كوكبة الزرافة. كان يعتقد لأول مرة بأنها جزءا من المجموعة المحلية، ولكن بعد رصد ألمع نجم في المجرة أصبح من الواضح أنها تقع ضمن مجموعة IC 342 / مافاي المجرية. ويعتقد أن UGCA 86 مجرات تابعة من IC 342، ولكن الفصل بين المجرات كان أكبر من 50٪ من المسافة بين درب التبانة وسحابة ماجلان.

## وصلات خارجية
- UGCA 86 على موقع ويكي سكاي: DSS2, SDSS, GALEX, IRAS, Hydrogen α, X-Ray, Astrophoto, Sky Map, Articles and images